# Цискаришвили, Михаил Аполлонович
Михаил Аполлонович Цискаришвили — советский хозяйственный, государственный и политический деятель, Герой Социалистического Труда.

## Биография
Родился в 1928 году в Грузинской ССР. Член КПСС с 1957 года.
С 1952 года — на хозяйственной, общественной и политической работе. В 1952—1992 гг. — инженер-проектировщик, старший инженер, начальник отдела, главный специалист, начальник сектора проектного института «Грузгипроводхоз», главный инженер стройуправления треста «Водстрой», управляющий трестом «Алазанстрой», начальник управления строительства Ингурской ГЭС Министерства энергетики и электрификации СССР.
Указом Президиума Верховного Совета СССР от 10 августа 1979 года удостоен звания Героя Социалистического Труда за «выдающиеся успехи, достигнутые при строительстве Ингурской гидроэлектростанции» с вручением ордена Ленина и золотой медали «Серп и Молот» (№ 19222).
Этим же указом званием Героя Социалистического Труда был награждён бригадир арматурщиков Александр Григорьевич Олейников.
Избирался депутатом Верховного Совета СССР 9-го, 10-го и 11-го созывов.
Умер в 1998 году.